# Mosteiro Beneditino de San Nicolò l'Arena

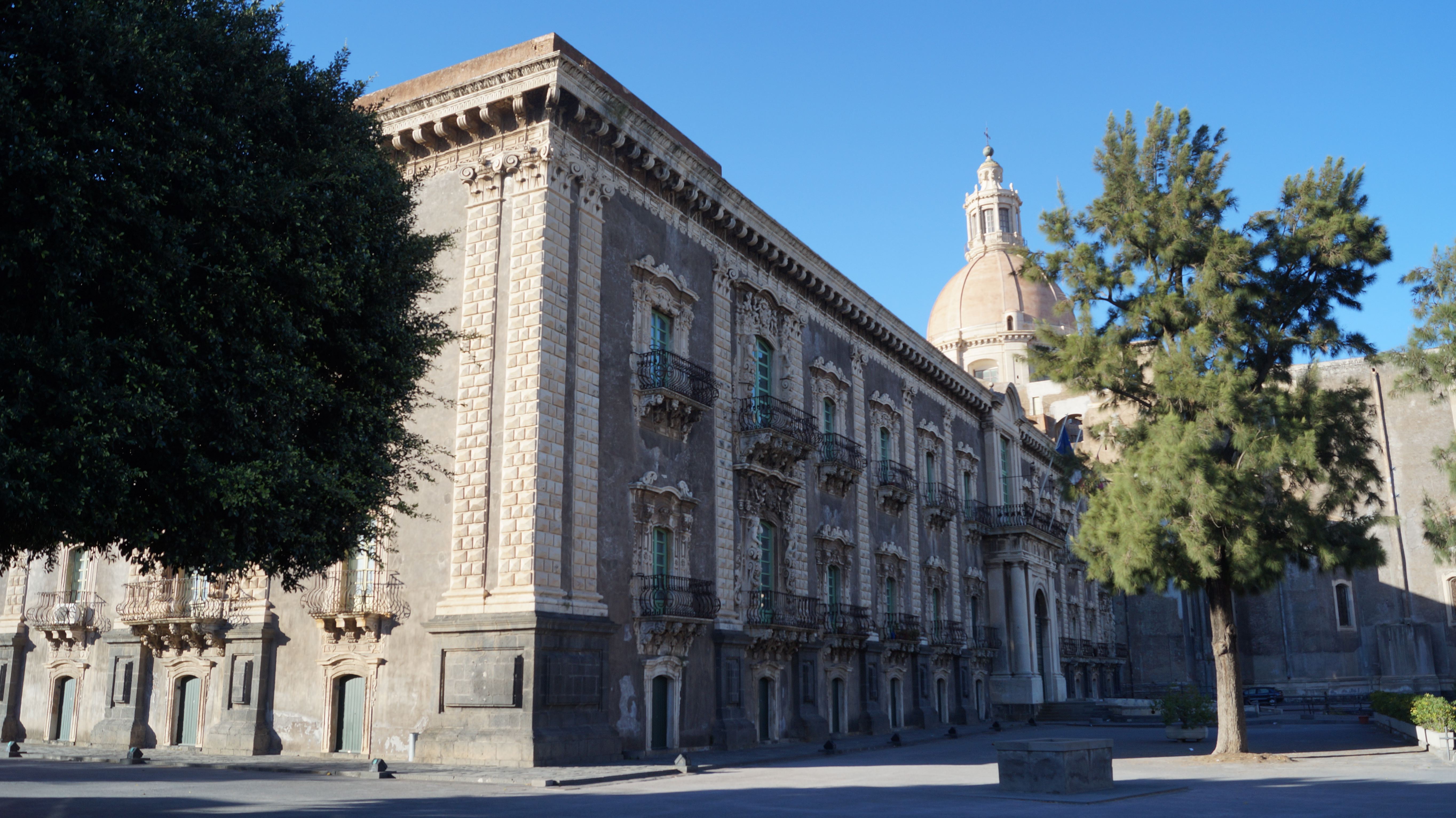
Fachada do Mosteiro de San Nicolò l'Arena

O Mosteiro de San Nicolò l'Arena em Catânia, Sicília, é um antigo mosteiro da Beneditino localizado na Piazza Dante 30. Juntamente com o Palácio de Mafra, está entre os maiores mosteiros beneditinos da Europa. Atualmente parte do conjunto barroco tardio do Val di Noto, alberga o Departamento de Humanidades da Universidade de Catânia.

## História e descrição
O mosteiro foi fundado em 1558. Dedicado a São Nicolau de Bari, o sufixo Arena (areia) deriva da areia vulcânica presente na região.
O complexo do mosteiro está localizado no centro histórico da cidade de Catânia, junto à igreja de São Nicolò l'Arena. A estrutura integra estilos arquitetónicos de vários séculos. Embora tenha sido fundado no século XVI, dois desastres naturais no século XVII exigiram uma grande reconstrução. A erupção do Etna de 1669 envolveu a cidade de Catânia com lava, alargando a costa por mais de 1 km, e também os terrenos do mosteiro. Embora o mosteiro não tenha sido destruído pela lava, os arredores adquiriram um nível de pedra vulcânica com 12 metros de altura. O sismo de 1693 na Sicília, também chamado sismo de Val di Noto, e o subsequente tsunami devastaram toda a costa leste da Sicília e Catânia. Como quase toda a cidade, o mosteiro foi quase arrasado, restando apenas os subterrâneos.
Em 1702, a reconstrução começou e durou até 1866 (altura em que o novo reinado de Itália confiscou o mosteiro). O mosteiro atual foi reconstruído sobre a estrutura original, com um novo claustro (o claustro oriental) e uma nova área (a maior parte projetada por Giovanni Battista Vaccarini) no topo do banco de lava.
Em 1977, o mosteiro foi doado à Universidade de Catânia, que restaurou toda a estrutura; em 1984, Giancarlo De Carlo começou a conceber todo o trabalho de restauro.

## Galeria

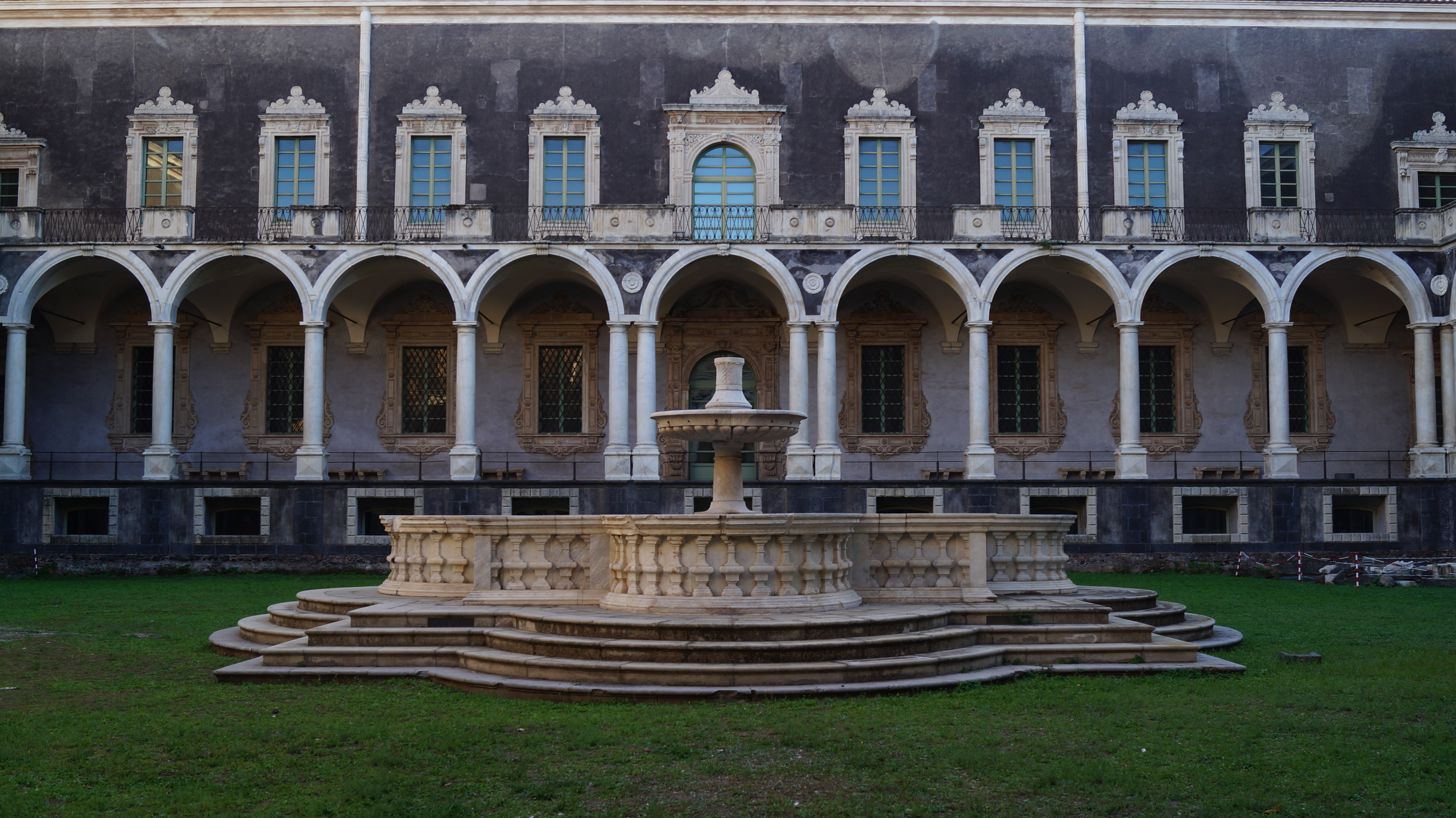
O Claustro de Mármore, refletindo a planta quadrada original do mosteiro fundado em 1558.
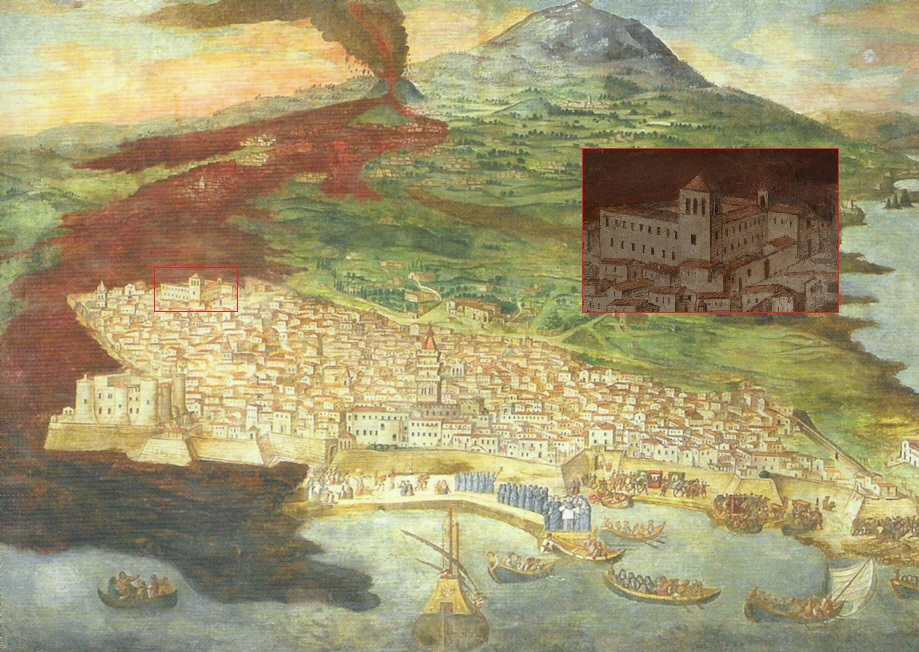
Fresco de Giacinto Platania representando a erupção do Monte Etna em 1669, com Catânia e o mosteiro rodeados de lava.
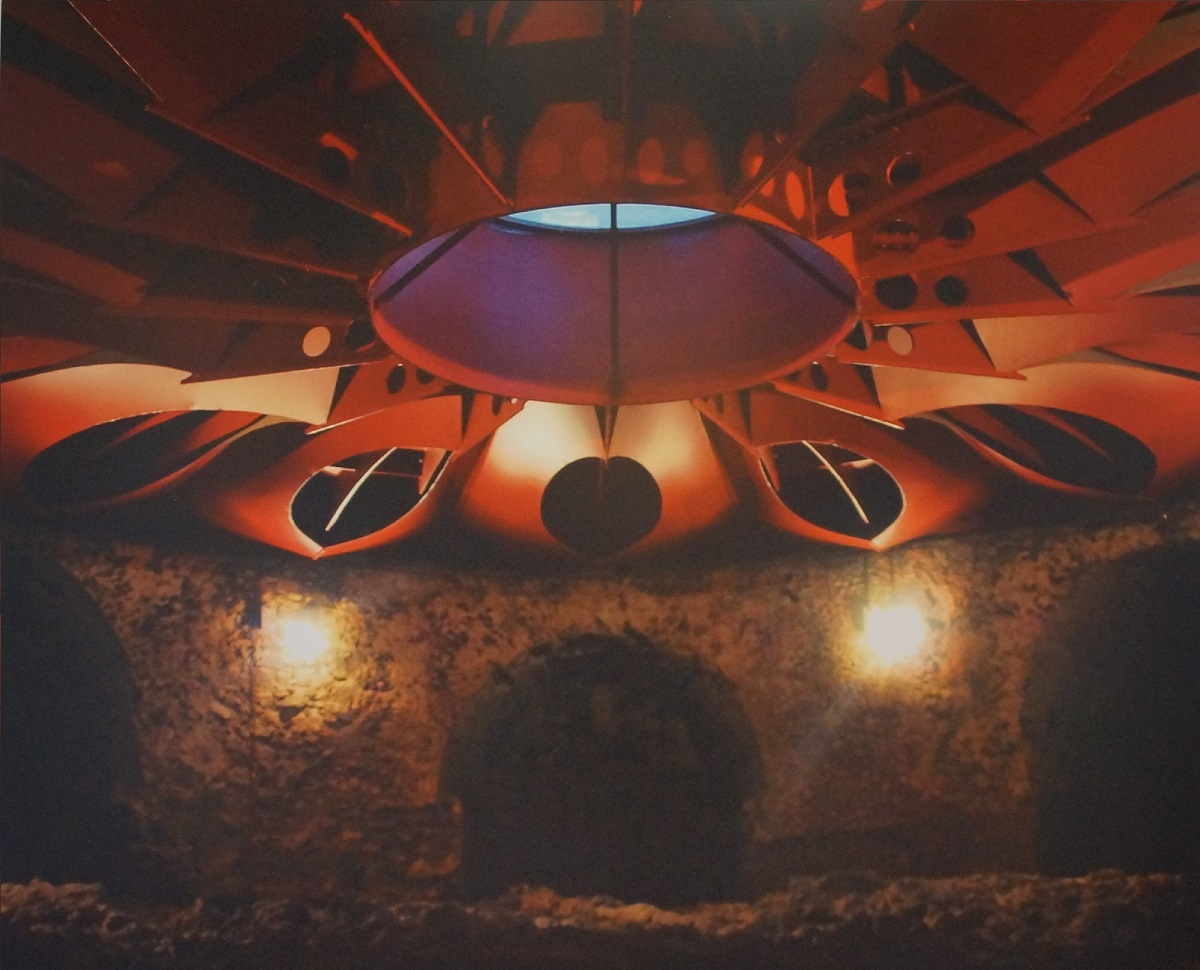
"Salão Vermelho" - Antonino Leonardi